# Aeroblus (álbum)
| Críticas profissionais | Críticas profissionais |
| Avaliações da crítica  | Avaliações da crítica  |
| Fonte                  | Avaliação              |
| ---------------------- | ---------------------- |
| PersiMusica            | 9.5 de 10 estrelas.    |

Aeroblus é o único álbum lançado pela banda de blues rock argentina Aeroblus. Ele foi lançado em 1977, com o selo Phillips, e é considerado um marco do rock dos anos 70, abrindo caminho para uma série de bandas pesadas do rock latino-americano.
Destaques deste álbum ficam com as músicas "Vamos a Buscar La Luz”, que foi eleita pela revista Roadie Crew, em 2011, como um dos 200 Verdadeiros Hinos do Heavy Metal e Classic Rock e, a instrumental "Arboles Difusores", que traz uma performance do baterista Rolando Castello Júnior, considerado um dos melhores bateristas da América Latina.

## Faixas
Todas as faixas foram compostas por Pappo, exceto onde se indica.
| Lado A |                                    |                                          |         |  |
| N.º    | Título                             | Compositor(es)                           | Duração |  |
| 1.     | "Vamos a Buscar La Luz"            |                                          | 3:53    |  |
| 2.     | "Completamente Nervioso"           | Pappo                                    | 3:04    |  |
| 3.     | "Tema Solisimo"                    |                                          | 2:06    |  |
| 4.     | "Árboles difusores (Instrumental)" | Rolando Castello Júnior / Medina / Pappo | 2:19    |  |
| 5.     | "Vendríamos a Buscar"              |                                          | 3:30    |  |

| Lado B |                                |                                          |         |  |
| N.º    | Título                         | Compositor(es)                           | Duração |  |
| 6.     | "Aire en Movimiento"           |                                          | 2:43    |  |
| 7.     | "Vine Cruzando el Mar"         |                                          | 2:43    |  |
| 8.     | "Nada Estoy Sabiendo"          | Castello / Pappo                         | 4:56    |  |
| 9.     | "Sofisticuatro (Instrumental)" | Rolando Castello Júnior / Medina / Pappo | 3:46    |  |
| 10.    | "Buen Tiempo"                  |                                          | 3:13    |  |

| Bonus Track (Edição Mexicana, 2014) |                           |                |         |  |
| N.º                                 | Título                    | Compositor(es) | Duração |  |
| 11.                                 | "Down In Rudge (en vivo)" |                | 9:19    |  |

## Relançamentos
O álbum seria re-lançado mais 4 vezes. O último relançamento (2014) ocorreu apenas no México, e trouxe uma "bonus track"
- 1993 - Aeroblus (Phillips)
- 1997 - Libre Acceso - Aeroblus (Polydor)
- 2006 - Aeroblus [Digipack] (Universal)
- 2014 - Aeroblus (HRC Records)

## Créditos musicais
- Pappo: vocais e guitarra
- Alejandro Medina: baixo e back-vocal
- Rolando Castello Júnior: bateria e percussão

### Demais créditos
- Alberto Videla: técnico de gravação